# Konkurs „Historia Bliska”
Konkurs „Historia Bliska” – badawczy konkurs historyczny dla młodzieży organizowany przez Fundację Ośrodka KARTA od 1996 roku. W konkursie uczestniczyć mogą uczniowie gimnazjów i szkół ponadgimnazjalnych. 
Uczestnicy, w ramach ogólnego tematu konkursu, realizują temat własny — ważny z punktu widzenia lokalnej społeczności: wsi, miasteczka, rodziny, środowiska. Praca konkursowa powinna mieć charakter badawczy i twórczy, to znaczy być oparta na samodzielnie pozyskanych źródłach, jak nagranie (audio lub wideo), relacje świadków historii, wspomnienia, dzienniki, dokumenty, listy, zdjęcia. Autorzy prac powinni dokonać samodzielnej analizy i weryfikacji zgromadzonych źródeł i przedstawić efekty pracy w wybranej formie, określonej w regulaminie konkursu. 
Od XVIII edycji konkurs przeprowadzany jest w nowej formule organizacyjnej, stawiającej akcent na nowe technologie i narzędzia komunikacji oraz wykorzystanie internetu w badaniu historii.
Do XI edycji konkurs współorganizowany był i w całości finansowany przez Fundację im. Stefana Batorego. Do XVII edycji finał konkursu odbywał się w Zamku Królewskim w Warszawie, finał XVIII edycji miał miejsce w Muzeum Niepodległości, a XIX i XX edycji w Domu Spotkań z Historią. 
Od 1999 roku konkurs „Historii Bliskiej” stał się elementem EUSTORY – tworzonej przez Fundację Körbera z Hamburga – międzynarodowej sieci niezależnych historycznych konkursów dla młodzieży ze wszystkich części Europy (obecnie członkowie z 18 krajów), które łączy idea uczenia przez doświadczenie, realizowana w prowadzonej przez młodych ludzi samodzielnej pracy badawczej.
| Tematy i frekwencje kolejnych konkursów „Historia Bliska” | Tematy i frekwencje kolejnych konkursów „Historia Bliska” | Tematy i frekwencje kolejnych konkursów „Historia Bliska”                                                                           | Tematy i frekwencje kolejnych konkursów „Historia Bliska” | Tematy i frekwencje kolejnych konkursów „Historia Bliska” |
| Edycja                                                    | Rok                                                       | Temat | Liczba prac                                               | Liczba uczestników                                        |
| --------------------------------------------------------- | --------------------------------------------------------- | --- | --------------------------------------------------------- | --------------------------------------------------------- |
| I                                                         | 1996/97                                                   | „Polska codzienność 1944–56” | 731                                                       | 1318                                                      |
| II                                                        | 1997/98                                                   | „Obywatel – władza 1956–1980” | 425                                                       | 748                                                       |
| III                                                       | 1998/99                                                   | „Najważniejsze wydarzenie w dziejach mojej społeczności. Świadkowie i świadectwa”                                                   | 789                                                       | 1435                                                      |
| IV                                                        | 1999/00                                                   | „Rodzina w wirach historii (XX w.)”                                                                                                 | 1027                                                      | 1447                                                      |
| V                                                         | 2000/01                                                   | „Praca w PRL – dla siebie, dla społeczeństwa, dla systemu”                                                                          | 649                                                       | 1086                                                      |
| VI                                                        | 2001/02                                                   | „Obcy wśród swoich. Doświadczenie XX wieku”                                                                                         | 473                                                       | 890                                                       |
| VII                                                       | 2002/03                                                   | „Ludzie w ruchu – migracja, awans, degradacja społeczna 1914–1989”                                                                  | 648                                                       | 1094                                                      |
| VIII                                                      | 2003/04                                                   | „Spory o upamiętnienie przeszłości – pomniki, cmentarze, patroni”                                                                   | 371                                                       | 715                                                       |
| IX                                                        | 2004/05                                                   | „Codzienność w czasie przełomu 1944–1945”                                                                                           | 549                                                       | 1060                                                      |
| X                                                         | 2005/06                                                   | „Życie religijne w czasach PRL – jednostka, wspólnota, instytucja”                                                                  | 297                                                       | 604                                                       |
| XI                                                        | 2006/07                                                   | „Niepokorni w XX wieku” | 275                                                       | 518                                                       |
| XII                                                       | 2007/08                                                   | „Mała ojczyzna – w pamięci i świadectwach”                                                                                          | 359                                                       | 637                                                       |
| XIII                                                      | 2008/09                                                   | „Rok 1989: koniec, przełom, początek...”                                                                                            | 144                                                       | 297                                                       |
| XIV                                                       | 2009/10                                                   | „Piętno II wojny – los i pamięć” | 413                                                       | 703                                                       |
| XV                                                        | 2010/11                                                   | 1. „Dzieci wojny – żołnierze i ofiary”;                                                                                             | 281                                                       | 512                                                       |
| XV                                                        | 2010/11                                                   | 2. „Szkolna fotografia – wojenne losy kolegów, przyjaciół i nauczycieli”                                                            | 281                                                       | 512                                                       |
| XV                                                        | 2010/11                                                   | 3. „Spotkania w XX wieku. Polacy-Rosjanie: przyjaciele, wrogowie, sąsiedzi?”                                                        | 281                                                       | 512                                                       |
| XV                                                        | 2010/11                                                   | 4. „Warszawa zbudowana, zburzona, odbudowywana. Moje miejsca i w tych miejscach ludzie…”                                            | 281                                                       | 512                                                       |
| XVI                                                       | 2011/12                                                   | 1. „Polacy-Rosjanie w XX wieku – historie utrwalone i zatarte”                                                                      | 237                                                       | 470                                                       |
| XVI                                                       | 2011/12                                                   | 2. „Pierwsze i ostatnie dni II wojny – kadry pamięci”                                                                               | 237                                                       | 470                                                       |
| XVI                                                       | 2011/12                                                   | 3. „Walka, opór, bunt – wartość i cena niezgody w PRL”                                                                              | 237                                                       | 470                                                       |
| XVII                                                      | 2012/13                                                   | „Polacy – Sąsiedzi po II wojnie światowej: przeciw sobie, obok siebie, razem..."                                                    | 100                                                       | 228                                                       |
| XVIII                                                     | 2015                                                      | „Historia bliska – nieodkryta, nieopowiedziana, niewysłuchana..."                                                                   | 50                                                        | 302                                                       |
| XIX                                                       | 2016                                                      | „Historia bliska – nieodkryta, nieopowiedziana, niewysłuchana..."                                                                   | 80                                                        | 212                                                       |
| XX                                                        | 2017                                                      | „Historia bliska – nieodkryta, nieopowiedziana, niewysłuchana...". Walka, praca, trwanie… Ludzie i czyny dla Niepodległej 1918–2018 | 50                                                        | 189                                                       |
| I–XX                                                      | 1996–2017                                                 | Wszystkie dotychczasowe edycje konkursu „Historia Bliska"                                                                           | 7948                                                      | 14 465                                                    |